# Нейрохімія

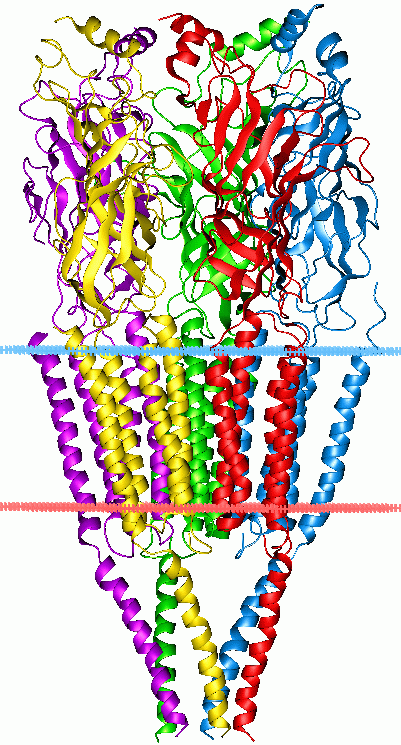
Нікотиновий ацетилхоліновий рецептор у закритому стані з показаними прогнозованими межами мембрани

Нейрохімія — галузь хімії та розділ нейронауки, що зосереджується на вивченні речовин і хімічних процесів, що містяться і відбуваються в нервовій системі. Це міждисциплінарна сфера, яка охоплює елементи біохімії, нейрофізіології та фармакології, щоб зрозуміти, як мозок і нервова система функціонують на молекулярному рівні. 
Нейрохімія, зокрема, займається дослідженням нейроактивних хімічних сполук, головним чином нейромедіаторів і нейропептидів — речовин, які впливають на функції клітин та систем нервової системи. Основним завданням нейрохімії є дослідження того, як низькомолекулярні органічні сполуки впливають на функціонування нейронних мереж і нервової системи в цілому. Нейрохімія також фокусується на дослідженні ролі органічних сполук у таких процесах, як нейропластичність, нейрогенез, диференціація нервових клітин, синаптогенез тощо.
Нейрохімія відіграє важливу роль у розумінні того, як працює мозок, зокрема, як він обробляє інформацію, регулює поведінку та контролює функції організму. Ця галузь має значні наслідки для медицини та суспільства, оскільки вона дає розуміння розвитку та лікування неврологічних розладів, а також відкриття та розробку нових ліків.

## Історія
Історію нейрохімії можна простежити до 19 століття, коли вчені вперше почали ідентифікувати та виділяти хімічні речовини в нервовій системі. Одна з передумов цього була у 1806 році, коли італійський лікар Луїджі Гальвані виявив, що електрична стимуляція м’язів жаби може бути використана для імітації потенціалу дії нервової системи. Це призвело до розуміння того, що нервова система є електрично збудливою системою, і проклало шлях до вивчення хімічної основи нервової сигналізації.
Наприкінці 1800-х років дослідники почали ідентифікувати специфічні хімічні речовини в нервовій системі, такі як ацетилхолін, який відкрив німецький фізіолог Отто Леві в 1921 році. Відкриття Леві ролі ацетилхоліну в передачі нервових сигналів принесло йому Нобелівську премію з фізіології та медицини в 1936 році.
Дослідження нейромедіаторів продовжило розвиватися в середині 20-го століття з відкриттям інших основних нейромедіаторів, таких як дофамін, серотонін і норадреналін. Ці відкриття проклали шлях для розробки ліків, які націлені на конкретні нейромедіаторні системи, які зробили революцію в лікуванні психічних розладів.
Нейрохімія стала самостійною галуззю досліджень у 1950-х роках. Відгалуження нейрохімії у самостійну наукову дисципліну почалося з публікації серії матеріалів конференції «International Neurochemical Symposia», перший том якої опублікований у 1954 році мав назву «Біохімія нервової системи, що розвивається» (англ. Biochemistry of the Developing Nervous System). Ці конференції привели до заснування Міжнародного товариства нейрохімії (англ. International Society for Neurochemistry) а також Американського товариства нейрохімії (англ. American Society for Neurochemistry). На зібраннях цих товариств уперше обговорювалась роль нейромедіаторів, таких як ацетилхолін, гістамін, серотонін, у функціонуванні нервової системи.
Удосконалення технологій, наприклад розробка методів вимірювання активності певних молекул у мозку та керування нею, покращили наше розуміння нейрохімії. Наприклад, винахід техніки patch-clamp у 1970-х роках дозволив дослідникам вимірювати електричну активність окремих нейронів та іонних каналів, що призвело до значного розуміння молекулярної основи нервової сигналізації.

## Предмет дослідження

### Нейромедіатори

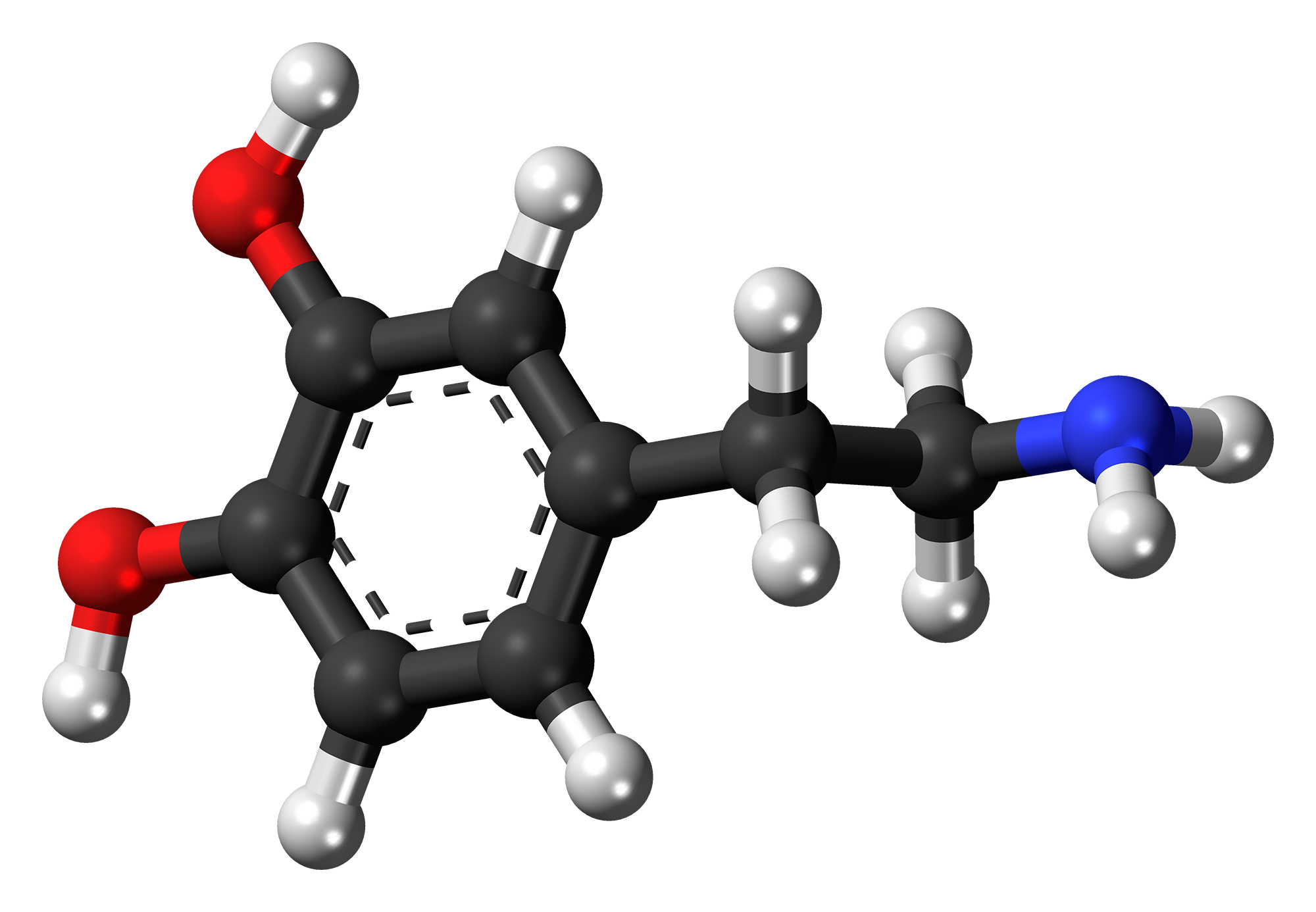
Дофамін

Нейромедіатори (нейротрансмітери) — це хімічні посередники (месенджери), які забезпечують зв’язок між нейронами нервової системи. Вони необхідні для регулювання багатьох фізіологічних процесів, таких як рух, відчуття, пізнання та емоції.
Нейромедіатори синтезуються всередині нейрона і зберігаються у синаптичних пухирцях (везикулах), поки не вивільняються в синапс у відповідь на потенціал дії. Після вивільнення нейромедіатори зв’язуються зі специфічними рецепторами на постсинаптичному нейроні або інших клітинах-мішенях (м'язи, залози), запускаючи каскад біохімічних подій, які в кінцевому підсумку призводять до фізіологічної реакції.

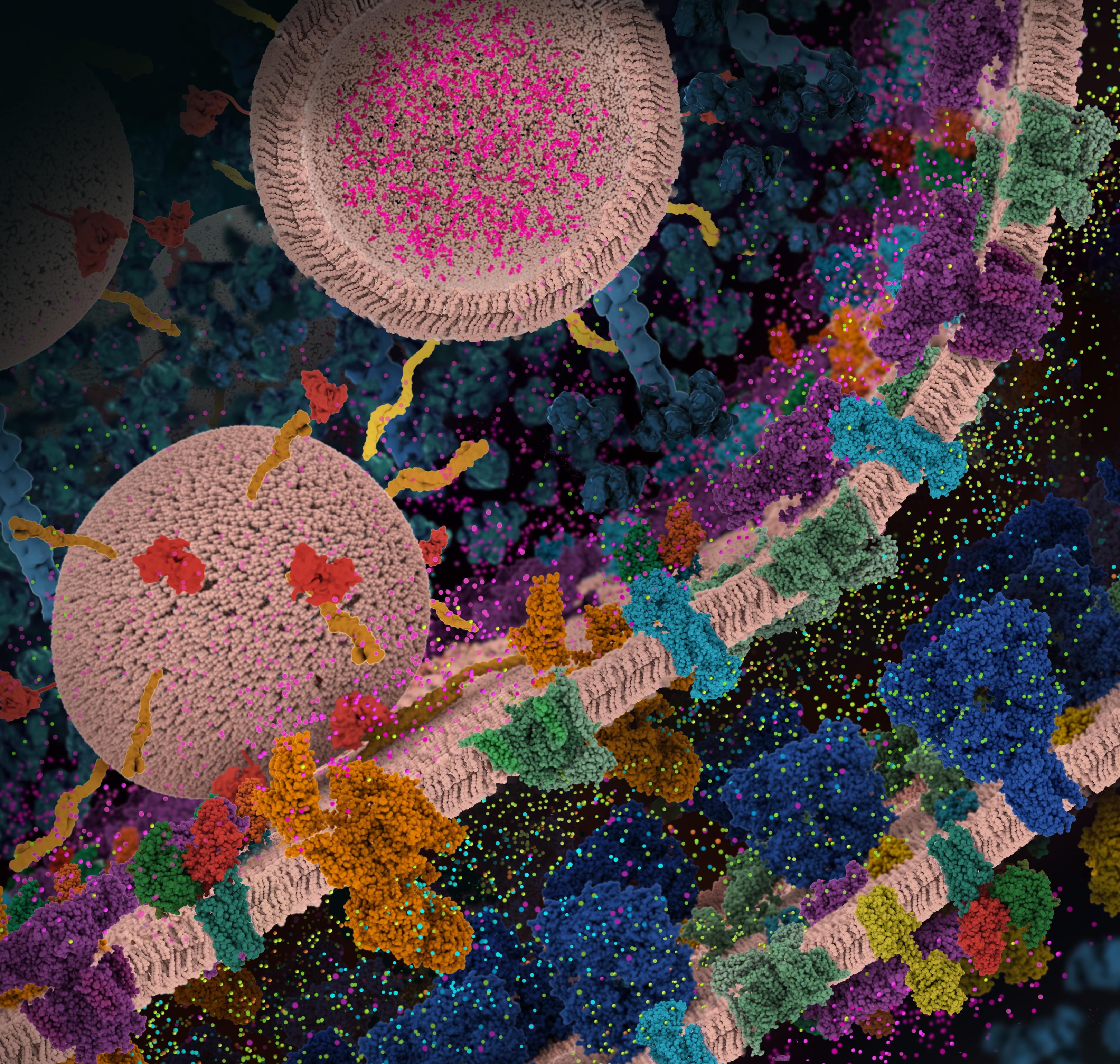
Глутамінергічний синапс

Існує багато різних нейромедіаторів, кожен зі своїми унікальними функціями та механізмами дії. Деякі з найвідоміших нейромедіаторів включають:
- Ацетилхолін — це нейромедіатор, який бере участь у контролі моторики (рухів), уваги, навчання та пам’яті. Це також нейромедіатор, який використовується вегетативною нервовою системою для регулювання діяльності таких органів, як серце, легені та травна система.
- Дофамін — бере участь у винагороді та задоволенні, а також у контролі моторики та мотивації. Дофамін відповідає за прагнення, очікування та мотивацію до чогось, що «поза тілом». Він також важливий для регулювання настрою та пізнання.
- Серотонін —  бере участь у регуляції настрою (відомий як «нейромедіатор радості, щастя»), апетиту та сну. Він також важливий для регулювання болю та агресії.
- Норадреналін —  бере участь у реакції «бійся або втечи», а також збуджує увагу та підсилює фокус.
- ГАМК —  бере участь у гальмуванні нейронної активності. Це важливо для регулювання надмірного збудження клітин та нейронних ланцюгів, і для контролю тривожності та сну.
- Глутамат —  бере участь в активації нервової діяльності. Глутамат є основним збуджуючим нейромедіатором мозку. Він важливий для навчання та пам'яті, а також для регулювання настрою.

Порушення регуляції нейромедіаторних систем може призвести до різноманітних неврологічних і психічних розладів, включаючи хворобу Паркінсона, депресію та шизофренію. Тому розуміння механізмів, що лежать в основі функції та дисфункції нейромедіаторів, має вирішальне значення для розробки методів лікування цих розладів.

### Рецептори
Рецептори — це білки, розташовані на поверхні клітин, які зв'язуються з нейромедіаторами та іншими сигнальними молекулами. Вони відіграють вирішальну роль у опосередкуванні ефектів нейромедіаторів, ініціюючи серію внутрішньоклітинних сигнальних подій, які в кінцевому підсумку призводять до фізіологічної реакції.
Розрізняють два основних типи рецепторів: іонотропні та метаботропні. Іонотропні рецептори є швидкодіючими і безпосередньо відкривають або закривають іонні канали в мембрані постсинаптичного нейрона, що призводить до швидкої зміни мембранного потенціалу. Метаботропні рецептори, з іншого боку, діють повільніше та опосередковано активують внутрішньоклітинні сигнальні шляхи, що призводить до більш тривалих ефектів.

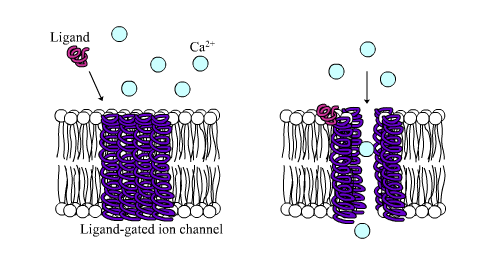
Ліганд-залежний іонний канал

Існує багато різних типів рецепторів, кожен зі своїми специфічними функціями та характеристиками. Деякі з найбільш відомих рецепторів включають:
- Рецептори, пов’язані з G-білком (GPCR) — найбільше сімейство рецепторів, які беруть участь у широкому спектрі фізіологічних процесів, таких як зір, нюх і смак. Вони також є важливими мішенями для багатьох ліків.
- Ліганд-залежні іонні канали: ці рецептори безпосередньо відкривають або закривають іонні канали у відповідь на зв’язування нейромедіатора. Приклади включають нікотиновий рецептор ацетилхоліну та рецептор NMDA.
- Рецептори тирозинкінази: ці рецептори беруть участь у зростанні та диференціації клітин. Приклади включають рецептор епідермального фактора росту та рецептор інсуліну.
- Ядерні рецептори: Ці рецептори розташовані всередині клітини та беруть участь у регуляції експресії генів. Приклади включають рецептор естрогену та рецептор вітаміну D.

Аномалії функції рецепторів пов’язані з різними захворюваннями, включаючи діабет і неврологічні розлади, такі як хвороба Альцгеймера та епілепсія, та онкопатології. Тому розуміння структури та функції рецепторів має важливе значення для розробки нових методів лікування цих станів.

### Ферменти
Ферменти — це білки, які каталізують біохімічні реакції в організмі, в тому числі беруть участь у синтезі нейромедіаторів і метаболізмі. Ферменти відіграють вирішальну роль у регулюванні кількості нейромедіаторів у синапсі, а порушення функції ферментів можуть призвести до дисбалансу в передачі сигналів нейромедіаторами.
У метаболізмі нейромедіаторів бере участь багато різних ферментів, зокрема:
- Моноаміноксидаза (МАО) — це фермент, який розщеплює нейромедіатори моноаміни, такі як дофамін, норадреналін і серотонін.[8][9] Інгібітори МАО використовуються, зокрема, як антидепресанти.[10]
- Ацетилхолінестераза (AChE) — це фермент, який руйнує нейромедіатор ацетилхолін, припиняючи його передачу сигналів.[11][12][13][14][15] Інгібітори ацетилхолінестерази використовуються, зокрема, для лікування хвороби Альцгеймера.[16][17]
- Декарбоксилаза ароматичних L-амінокислот (AADC) — фермент, який перетворює L-DOPA в дофамін. L-DOPA – це хімічна сполука і препарат, який використовується для лікування хвороби Паркінсона, яка спричинена дефіцитом дофаміну в нейронних ланцюгах мозку.[18][19][20]
- Тирозингідроксилаза (TH) — це фермент, який перетворює амінокислоту тирозин в L-DOPA, який потім перетворюється на дофамін.[21][22] Інгібітори тирозинкінази використовуються, зокрема, для лікування онкопатологій.[23]
- Глутаматдекарбоксилаза (GAD) — це фермент, який перетворює нейромедіатор глутамат на ГАМК, що важливо для гальмування нейронної активності.[24] Інгібітори GAD досліджуються як потенційні засоби лікування тривожних та епілептичних розладів.[25][26]

Порушення регуляції функції ферментів може призвести до різноманітних неврологічних і психічних розладів, включаючи хворобу Паркінсона, депресію та тривогу. Тому розуміння механізмів, що лежать в основі функції та дисфункції ферментів, має важливе значення для розробки методів лікування цих розладів.

## Техніки та методи
Нейрохімія включає вивчення хімічних процесів і молекул, які забезпечують функціонування нервової системи. Існує кілька методів, які використовуються в нейрохімії для дослідження хімічного складу, функції та регуляції нервової системи. Ці методи, серед іншого, відіграють вирішальну роль у вдосконаленні нашого розуміння нервової системи та ролі нейрохімії в здоров’ї та хворобах. Використовуючи ці методи, дослідники можуть отримати цінну інформацію про молекулярні механізми, що лежать в основі неврологічних і психічних розладів, і розробити нові методи лікування для пацієнтів.

### Мікродіаліз
Мікродіаліз — це метод, який використовується для взяття зразків позаклітинної рідини в головному або спинному мозку. Невеликий зонд з напівпроникною мембраною вставляється в мозок, і рідина перфузується через зонд. Цей метод дозволяє дослідникам вимірювати рівні нейромедіаторів, метаболітів та інших сполук у позаклітинній рідині.

### Високоефективна рідинна хроматографія
Високоефективна рідинна хроматографія (HPLC, ВЕРХ) — це техніка, яка використовується для розділення, ідентифікації та кількісного визначення різних сполук у зразку. ВЕРХ часто використовується в нейрохімії для вимірювання рівнів нейромедіаторів, нейропептидів та інших малих молекул у зразках тканин.

### Імуногістохімія

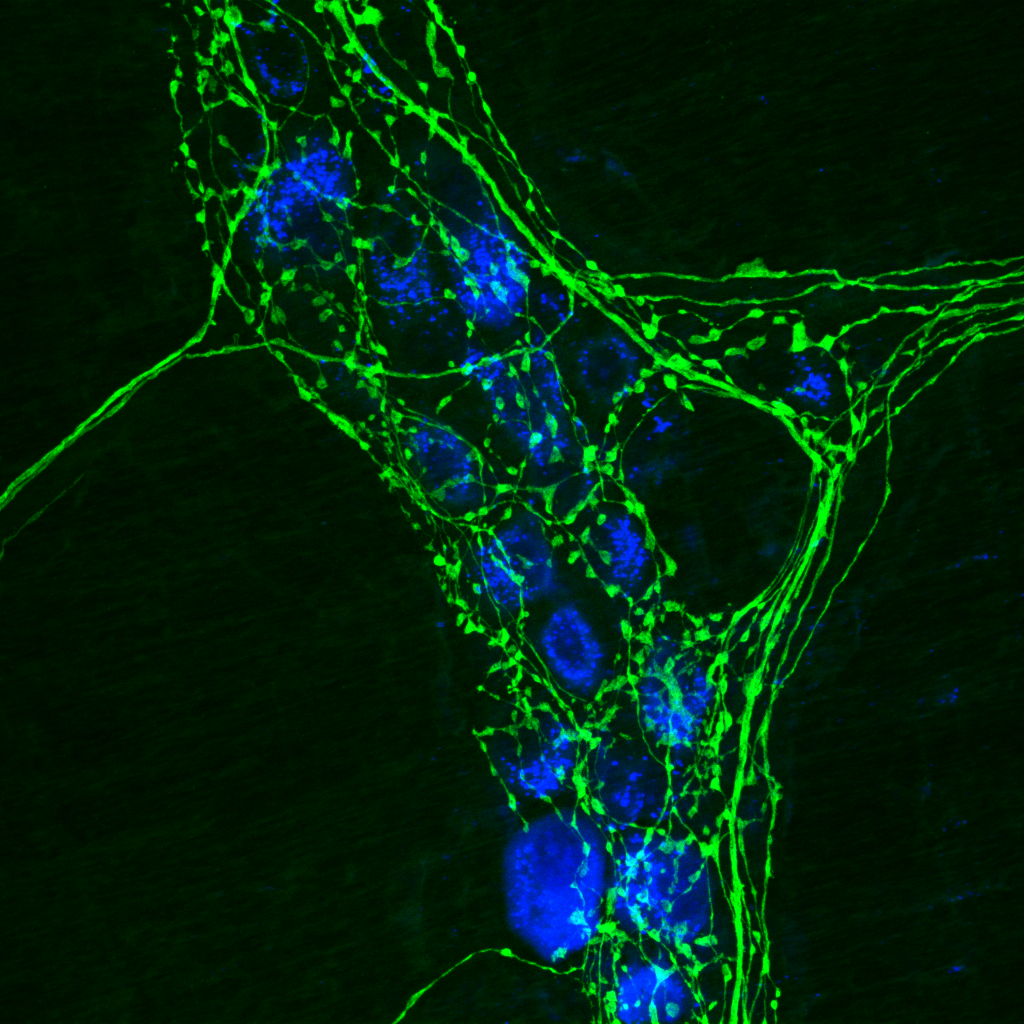
Міентериальний ганглій миші з тирозингідроксилазою (позначає симпатичні вегетативні аксони), позначений імуногістохімічним методом (зелений), отриманий за допомогою лазерного сканувального конфокального мікроскопа. Синій колір – це аутофлуоресценція в УФ-діапазоні постгангліонарних нейронів.

Імуногістохімія — це техніка, яка використовується для візуалізації специфічних молекул, таких як нейромедіатори, рецептори та ферменти, у зразках тканин. Антитіла, які зв’язуються з певними молекулами, помічені флуоресцентним або ферментативним маркером, що дозволяє візуалізувати їх під мікроскопом.

### Нейровізуалізація
Позитронно-емісійна томографія (ПЕТ) і однофотонна емісійна комп’ютерна томографія (ОФЕКТ) — це методи нейровізуалізації, які використовуються для вимірювання рівнів нейромедіаторів, рецепторів та інших молекул у мозку. Радіоіндикатори, мічені радіоактивним ізотопом, вводяться в кров, і їх розподіл у мозку вимірюється за допомогою спеціальних камер.

### Електрофізіологія
Електрофізіологія — це метод, який використовується для вимірювання електричної активності нейронів у головному та спинному мозку. Цей метод передбачає введення невеликого електрода в тканину та вимірювання електричних сигналів, що генеруються нейронами.

### Аналіз експресії генів
Аналіз експресії генів — це техніка, яка використовується для вимірювання рівнів різних генів у нервовій системі. Це може дати уявлення про молекулярні механізми, що лежать в основі неврологічних і психіатричних розладів.

## Перспективні технології
Майбутнє нейрохімії багатообіцяюче, оскільки постійні дослідження та прогрес у технології дозволяють краще зрозуміти складну взаємодію між нейронами та нейромедіаторами. Ось деякі з потенційних сфер розвитку в галузі:
- Нейропротеоміка: протеоміка — це вивчення повного набору білків у клітині чи організмі. У нейрохімії нейропротеоміка включає вивчення білків, які беруть участь у нейронному зв’язку та синаптичній функції. Очікується, що цей підхід дасть нові знання про механізми, що лежать в основі неврологічних розладів, і може призвести до відкриття нових лікарських цілей.[40][41][42]
- Моделювання білків — за допомогою штучного інтелекту AlphaFold від DeepMind на кінець 2022 року вдалось розшифрувати структуру 214 мільйонів білків. Це значний крок в розумінні фолдингу білку і він відкриває великі можливості для синтезу нових ліків для лікування неврологічних, і не тільки, розладів.[43]
- Нанотехнології: використання нанотехнологій у нейронауках є новою сферою досліджень, яка може революціонізувати наше розуміння мозку та його функціонування. Інструменти нанотехнологій, такі як наносенсори та нанороботи, можна використовувати для вивчення активності окремих нейронів та їхніх зв’язків, що дозволяє з більшою точністю вимірювати вивільнення та поглинання нейромедіаторів.[44][45][46][47] (Див. також Біомолекулярна електроніка)
- Системна нейронаука: технологічний прогрес і обчислювальна потужність дозволяють вивчати складні нейронні схеми з безпрецедентним рівнем деталізації. Очікується, що цей підхід призведе до глибшого розуміння механізмів, що лежать в основі функціонування мозку на рівні нейронних ланцюгів, ансамблів та їх мереж, і, зрештою, може призвести до розробки нових методів лікування неврологічних розладів.[48][42]
- Нейрофармакологія — це вивчення впливу ліків на нервову систему крізь призму фармакології. Зі зростанням розуміння механізмів, що лежать в основі неврологічних розладів, є потенціал для розробки більш цілеспрямованих і ефективних методів лікування.

Загалом, майбутнє нейрохімії захоплююче з новими досягненнями в технології та методах дослідження, які дозволяють краще зрозуміти мозок і його функції. Очікується, що ці розробки призведуть до нових методів лікування неврологічних розладів і, зрештою, покращать якість життя тих, хто страждає від цих захворювань, чи застосовуватимуться в удосконаленні людини.

### Книги
- Basic Neurochemistry: Molecular, Cellular and Medical Aspects (8th ed.) / Edited by Scott T. Brady, George J. Siegel et al. — Academic Press, 2012. ISBN 978-0-12-374947-5
- Principles of neural science (6th ed.) / Kandel, E. R., Schwartz, J. H., & Jessell, T. M. McGraw-Hill, Health Professions Division, 2019. ISBN 978-1259642234.
- Neuroproteomics (2nd ed.) / Li, Ka Wan. — New York, NY; 2019. ISBN 978-1-4939-9662-9.
- Molecular biology of the cell (6th ed.) / Alberts B. Johnson A. Lewis J. Morgan D. Raff M. C. Roberts K. Walter P. Wilson J. H. & Hunt T. Garland Science Taylor and Francis Group, 2014. ISBN 978-0815345244.
- From Molecules to Networks An Introduction to Cellular and Molecular Neuroscience. / John H. Byrne, Ruth Heidelberger and M. Neal. Academic Press, 2014. ISBN 978-0-12-397179-1
- The synaptic organization of the brain / Gordon M. Shepherd. Oxford; New York :Oxford University Press, 2003. ISBN 978-0195159561

### Журнали
Профільні:
- Journal of Neurochemistry
- Neurochemistry International
- Nature: Neuropsychopharmacology
- NeuroPharmacology
- Molecular Neurobiology

Пов'язані:
- Neuron
- Journal of Neuroscience
- Nature: Neuroscience
- Nature Reviews: Neuroscience
- Cell: Trends in Neurosciences
- Український біохімічний журнал